# کتاب دینی

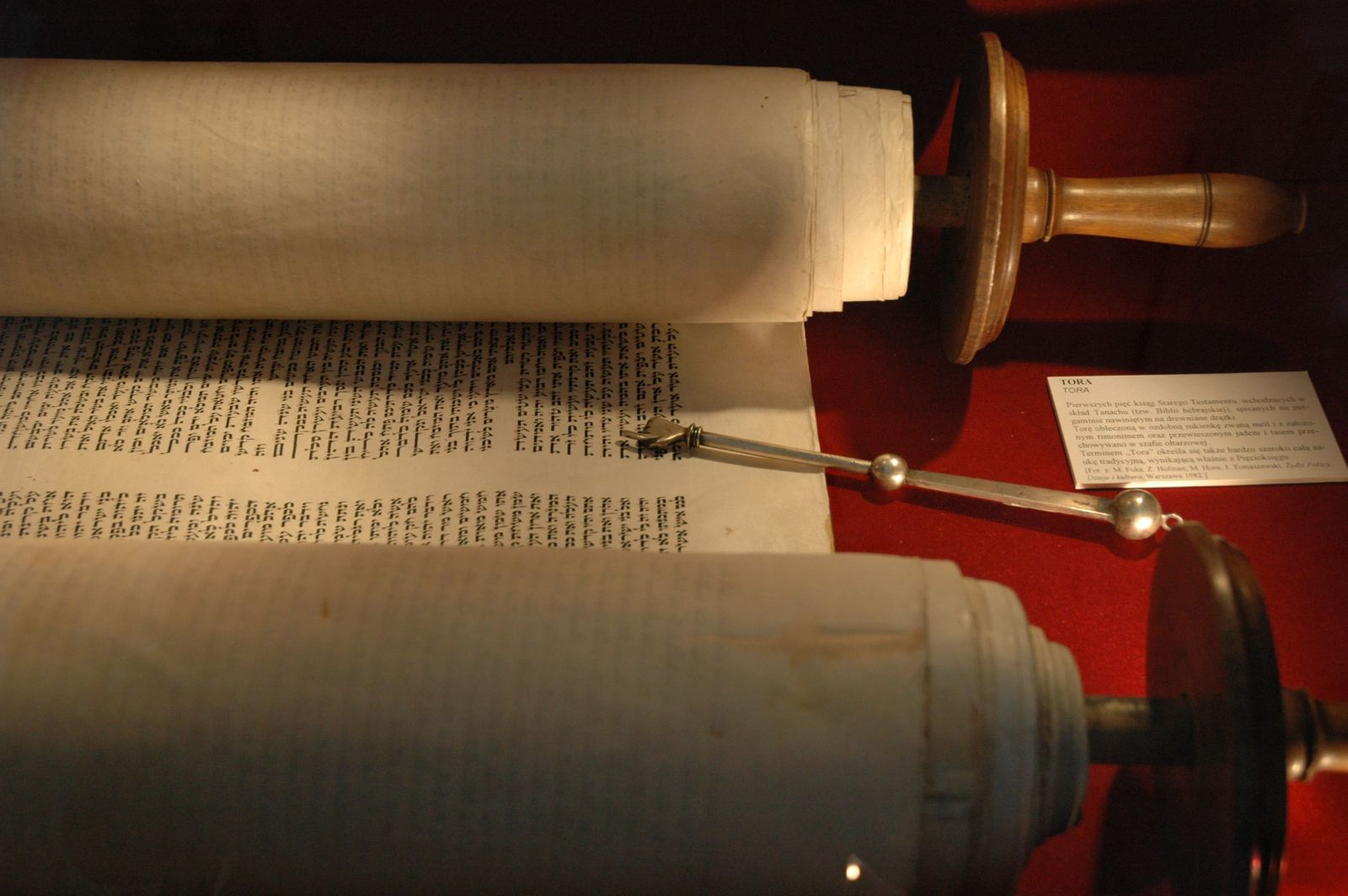
عکسی از یک کتاب دینی

کتاب آسمانی یا متن دینی به کتاب یا کتاب‌هایی گفته می‌شود که پیروان یک دین آن را متن مقدس دینی خود می‌دانند. در اغلب موارد، پیروان این ادیان اعتقاد دارند کتاب یا کتاب‌های موردنظر سخن خدای دینشان است.